# ミハイル・ラプシン
ミハイル・イワノヴィチ・ラプシン（ロシア語: Михаил Иванович Лапшин、ラテン文字転写の例：Mikhail Ivanovich Lapshin、1934年9月1日 - 2006年6月17日）は、ロシアの政治家。ロシア農業党党首、アルタイ共和国政府議長（第3代、元首格に相当）などを歴任した。経済学博士候補。

## 経歴・概要
1934年9月1日、西シベリア地方（ザパードノ＝シビルスキー地方）セトフカ村（現在のアルタイ地方ソビエトスキー地区）に生まれる。公的に発表された経歴によると、モスクワ国際関係大学、モスクワ農業アカデミー（チミリャーゼフ名称モスクワ農業大学）、モスクワ外国語大学（モーリス・トレーズ名称モスクワ外国語大学）の3つの高等教育機関を卒業している。なお、マスコミによると1951年モスクワ国際関係大学に入学するが、1954年モスクワ農業アカデミーに入学し、1958年同アカデミーを卒業したと報じている。
農大卒業後、モスクワ州ストゥピノ地区の国営農業（ソフホーズ）「ゴロジシチェ」の農業技術主任（チーフ・アグロノミスト）になる。1960年ソ連共産党に入党。1961年から1992年まで、ストゥピノ地区のソフホーズ「レーニンの遺訓」の支配人を務めた。1971年4月、「郊外地域（例.モスクワ州の東南地区の農場）における乳牛農場の前面計画に関する経済ファンダメンタルズ」の論文により経済学博士候補の学位を取得する。
1990年第97ストゥピノ選挙区からロシア共和国人民代議員に選出される。最高会議代議員にも選出され、最高会議農村社会開発・農業・食糧委員会に所属する。院内では「農業同盟」会派議長（「食糧と健康」会派）となる。1991年10月に社会主義勤労者党の設立に参加し、同年12月、ロイ・メドヴェージェフ、アナトリー・デニソフ、リュドミラ・ヴァルタザーロワ、イワン・ルイプキン、アレキサンドル・マリツェフ、ゲンナジー・スクルヤールとともに党共同議長に選出された。ロシア農業党を結成し、初代党首となる。1993年2月ロシア農業党を結成し、初代党首となる。ロシア農業党は、ロシア連邦共産党の友党、同盟者として下院における補完関係にあった。ラプシン自身も農業党に所属しつつ、1993年3月20日から1994年4月21日まで、ロシア連邦共産党中央執行評議会幹部会員でもあった。ロシア農業党は農業部門のために社会志向の市場を目指した、より大きな国庫補助を主張した。主な支持基盤はコルホーズ、ソフホーズ、農工コンプレックスの指導層や地域の有権者であった。1993年ロシア連邦議会選挙ではボリス・エリツィン支持の急進改革派ロシアの選択や穏健改革派ロシアの統一と合意党などを含む改革派は全体で3分の1の議席しか得られなかった。これに対してロシア連邦共産党は12.4パーセントを獲得し、ロシア農業党も8パーセントの投票率で37議席を獲得した。また党幹部のイワン・ルイプキンを下院議長に送り込むことに成功した。
1995年ロシア下院選挙では、農業党は得票率3.78パーセントに終わり、比例代表での議席獲得に必要な5パーセント条項をクリアすることが適わず、小選挙区で20議席を獲得することしかできなかった。ラプシンは党首の地位を維持し、1998年5月2日の下院補欠選挙でゴルノアルタイスク小選挙区から当選したが、農業党の党勢は衰退に向かった。
- 2002年1月 - アルタイ共和国政府議長に就任（～2006年）。